# Oshare kei
Oshare Kei är en japansk musikgenre. Det är den gladare typen av visual kei, med ett lite punkigt sound. Populära band inom denna genren är bland andra An Cafe, Lolita23q,  LM.C och Aicle Ayabie.
Oshare kei betyder ungefär "modemedveten" och deras stilar är ofta väldigt "cutting edge" och väl uttänkta, med söta och färggranna detaljer. Soundet brukar gå åt det punkiga med glada texter och vissa drag av rock i låtarna.